# Rosengårdsstadens BoiF
Rosengårdsstadens BoiF var en fotbollsförening från Rosengårdsstaden, Malmö. Föreningen bildades 1928. 1978 slogs föreningen ihop med Stella IF och bildade BK Rosengård/Stella . 